# Филипинска свиня
Филипинска свиня (Sus philippensis) е вид бозайник от семейство Свиневи (Suidae). Видът е световно застрашен, със статут Уязвим.

## Разпространение и местообитание
Разпространен е във Филипините.